# عبدالحمیدالله رسول‌اف
عبدالحمیدالله رسول‌اف (ازبکی: Abdukhamidullo Rasulov؛ زادهٔ ۱۰ ژانویهٔ ۱۹۷۶) یک داور فوتبال اهل ازبکستان است. وی یکی از داوران جام جهانی ۲۰۱۴ بوده است.